# Christus Koningkerk (Rotterdam)
De Christus Koningkerk is een voormalige rooms-katholieke kerk aan het Statenplein in Rotterdam.

## Geschiedenis
De Christus Koningkerk werd in 1928-1930 gebouw voor de nieuwe opgerichte parochie in Hillegersberg. Architect H.P.J. de Vries ontwierp een grote driebeukige kerk met een terzijde staande toren. De Vries ontwierp tevens de bij de kerk horende pastorie en het klooster. Samen met enkele later gebouwde scholen, vormen deze gebouwen het Christus Koningcomplex.
In 1991 sloeg de bliksem in de kerktoren, die daarna dreigde in te storten. De spits werd daarom gesloopt en is daarna niet meer herbouwd.
Wegens teruglopend kerkbezoek werd op 1 januari 2003 werd de kerk gesloten. De parochie is opgegaan in de nieuw opgerichte parochie "De vier Evangelisten". De kerk werd al in 1997 aangewezen als gemeentelijk monument, maar het parochiebestuur tekende beroep aan omdat men het gebouw wilde laten slopen. Buurtbewoners kwamen in actie om het kerkgebouw te behouden. In 2010 werd overeenstemming bereikt en werd het gehele complex definitief op de gemeentelijke monumentenlijst geplaatst. De kerk zou worden verbouwd tot appartementencomplex.

## Bron
- Reliwiki - Rotterdam, Christus Koningkerk
- Besluit gemeenteraad over monumentenstatus[dode link]